# .41 Remington Magnum

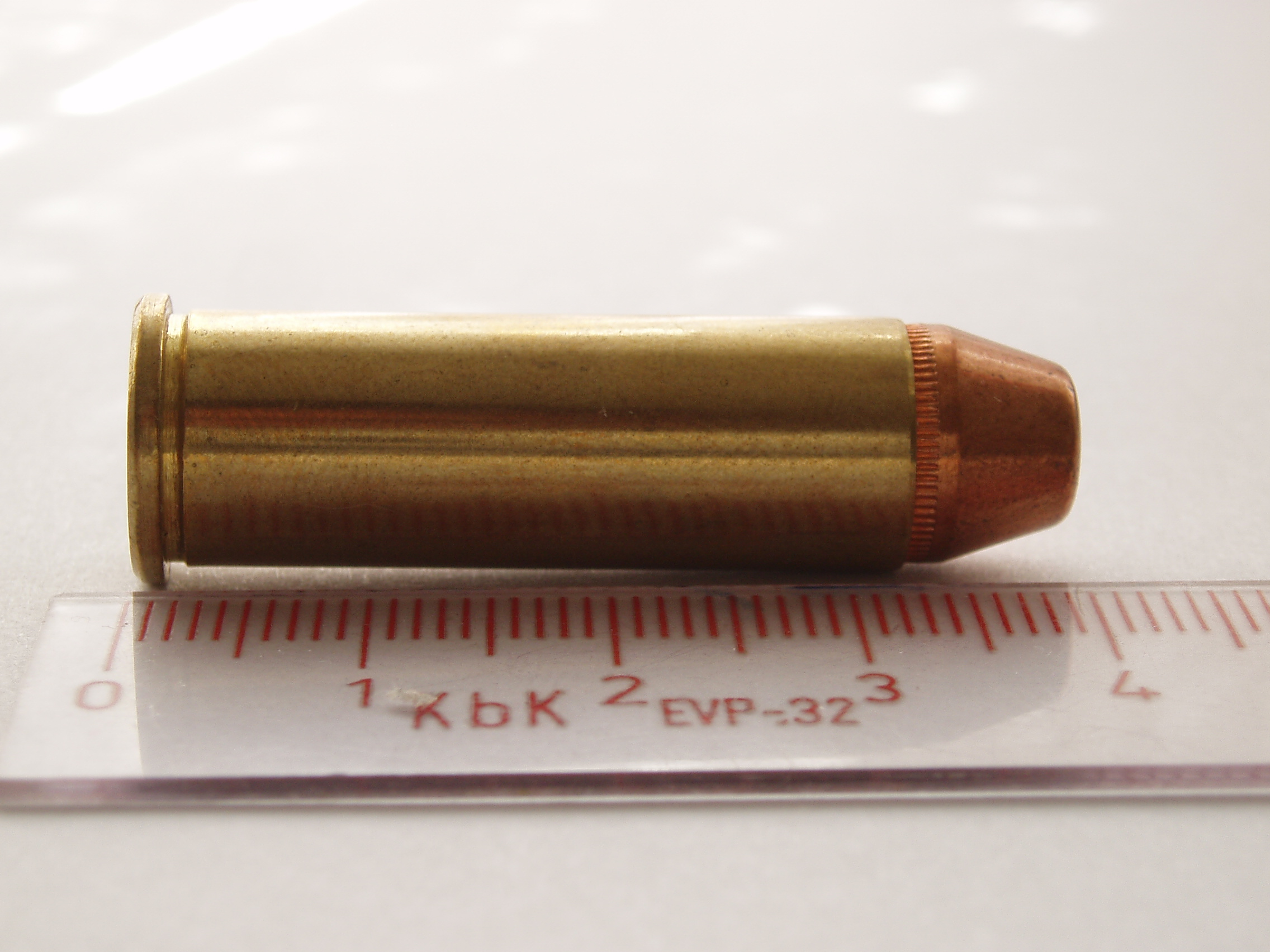
Un cartutx .41 Magnum

El .41 Remington Magnum és un cartutx per a revòlver estrenat el 1964 per Smith & Wesson, per al seu revòlver Model 57. Es va fer per cobrir el buit entre el .357 Magnum i el .44 Magnum fent un calibre intermedi entre els dos.
El .41 Magnum mai ha estat popular perquè s'ha considerat que per a la defensa personal, amb un .357 Magnum és més que suficient, mentre que per a la caça major, fa curt en comparació del .44 Magnum. A mig camí entre els dos, no competeix amb cap de les seves respectives parcel·les. Amb 210 grams de pes, és capaç d'assolir una velocitat de 400 m/s i 1000 Joules.